# J. B. Johnson
Pour les articles homonymes, voir Johnson.
James B. Johnson est un écrivain américain, né en 1944, auteur de romans de science-fiction, policier et de littérature générale.
Il a grandi dans les îles Mariannes. Entre 1966 et 1977 il a travaillé pour l'US Air Force.